# 社会保険審査会
社会保険審査会（しゃかいほけんしんさかい）とは、社会保険審査官及び社会保険審査会法（社審法）に基づいて設置された、日本の社会保険における不服申立てを取り扱う機関である。厚生労働省内に置かれる。

## 概要
社会保険審査官が扱った審査請求に対する決定について、不服がある者は社会保険審査会（以下、「審査会」と略す）に対して再審査請求をすることができ、審査会はこの再審査請求について取り扱う（第19条前段）。この再審査請求は、社会保険審査官の決定書の謄本が送付された日の翌日から起算して2ヶ月以内にしなければならない（第32条）。
以下の法令に基づく処分については、審査会に対して直接、審査請求がなされ、審査会が取り扱う（第19条後段）。なお社会保険審査官とは異なり、審査請求と処分の取消しの訴えのどちらを選択するかは任意であり、審査請求前置主義は採られていない。
- 健康保険法第190条（保険料等の賦課若しくは徴収の処分、保険料等を納付しないときの国税滞納処分の例による処分）
- 船員保険法第139条（保険料等の賦課若しくは徴収の処分、保険料等を納付しないときの国税滞納処分の例による処分）
- 厚生年金保険法第91条（保険料等の賦課若しくは徴収の処分、保険料等を納付しないときの国税滞納処分の例による処分）
- 石炭鉱業年金基金法第33条2項（偽りその他不正の手段により年金たる給付又は一時金たる給付を受けた者に対する処分）
- 厚生年金保険の保険給付及び国民年金の給付の支払の遅延に係る加算金の支給に関する法律第9条（脱退一時金に係る保険給付遅延特別加算金の支給若しくは給付遅延特別加算金の支給に関する処分又は同法第6条の規定による徴収金（給付遅延特別加算金に係るものを除く。）の賦課若しくは徴収の処分）

## 審査会の構成
審査会は委員長、委員5名の計6名で構成される（第21条）。委員長及び委員は、人格が高潔であって、社会保障に関する識見を有し、かつ、法律又は社会保険に関する学識経験を有する者のうちから、衆参両議院の同意を得て、厚生労働大臣が任命する（第22条）。委員長及び委員の任期は3年で、再任も可である（第23条）。審査会の委員長及び委員は、独立してその職権を行う（第20条）。委員長及び委員は、次の各号のいずれかに該当する場合を除いては、在任中、その意に反して罷免されることがない（第24条）。
1. 破産手続開始の決定を受けたとき。
2. 禁錮以上の刑に処せられたとき。
3. 審査会により、心身の故障のため、職務の執行ができないと認められたとき、又は職務上の義務違反その他委員長若しくは委員たるに適しない非行があると認められたとき。

審査会の審理は、公開しなければならない。但し、当事者の申立があったときは、公開しないことができる（第37条）。審理は通常3名による合議体で行うが、審査会が決定した場合は6名全員で合議体を構成することもできる（第27条）。合議体は、3名の場合は全員、6名の場合は4名以上の出席が無ければ会議を開き、議決をすることができない（第27条の3）。また被保険者、事業主、受給権者等の利益を代表して、口頭又は書面による意見を述べることができる者として、参与を厚生労働大臣が指名するものとされ（第30条）、参与は健康保険、船員保険、厚生年金保険の被保険者の利益を代表する者各2名計6名、それぞれの保険につき事業主の利益を代表する者各2名計6名、国民年金の被保険者及び受給権者の利益を代表するもの4名が指名され、それぞれの審理に参加する。合議体は4部構成で、第1、第2部会は被用者保険、第3、第4部会は国民年金を担当する。
令和5年4月2日現在の委員長及び委員、担当部会は、以下のとおりである（太字は審査長）。
委員長
- 高橋譲（元・東京高等裁判所判事）（第1、第3部会）

委員
- 大谷すみれ（元・独立行政法人国立病院機構埼玉病院総括診療部内科部長）（第2、第3部会）
- 後藤多美子（三井住友海上火災保険総務部開発顧問）（第1、第4部会）
- 遠藤真澄（元・鹿児島地方裁判所所長）（第2、第4部会）
- 中森正二（元・独立行政法人国立病院機構大阪医療センター肝胆膵外科副院長）（第1、第4部会）
- 鈴木ひろみ（鈴木社会保険労務士事務所所長）（第2、第3部会）

委員長、委員は特別職の国家公務員であり、委員長の俸給は月額105万5000円で厚生労働審議官、労働保険審査会会長、東宮大夫、大使2号俸、公使2号俸と同額、委員の俸給月額は93万1000円で労働保険審査会の常勤の委員、大使1号俸、公使1号俸と同額であり、内部部局の局長の俸給月額をわずかに上回る。

## 審査請求、再審査請求の数と裁決
審査会に持ち込まれる審査請求・再審査請求の数は年々増加し、平成21年度までは毎年1,000件台であったのが平成23年度以降は毎年3,000件台となっている。その内7割が障害関係の再審査請求である。
審査会が裁決した事件のうち、請求人の主張が容認される率は1割程度である。審査請求したものの請求人が取り下げた事件のうち、処分庁が原処分を変更して取り下げられた割合は7割程度である。
審査会の裁決に不服のある場合は、厚生労働大臣の処分に対しては国を被告として、その他の処分庁の処分に対してはその処分庁を被告として、管轄地方裁判所に提訴できる。